# Philipotabanus obidensis
Philipotabanus obidensis är en tvåvingeart som beskrevs av Julio Augusto Henriques 2006. Philipotabanus obidensis ingår i släktet Philipotabanus och familjen bromsar. Inga underarter finns listade i Catalogue of Life.